# Saint-André-le-Puy
Saint-André-le-Puy és un municipi francès situat al departament del Loira i a la regió d'Alvèrnia-Roine-Alps. L'any 2007 tenia 1.215 habitants.

## Demografia

### Població
El 2007 la població de fet de Saint-André-le-Puy era de 1.215 persones. Hi havia 457 famílies de les quals 74 eren unipersonals (31 homes vivint sols i 43 dones vivint soles), 159 parelles sense fills, 197 parelles amb fills i 27 famílies monoparentals amb fills.
La població ha evolucionat segons el següent gràfic:
Habitants censats

### Habitatges
El 2007 hi havia 498 habitatges, 460 eren l'habitatge principal de la família, 14 eren segones residències i 23 estaven desocupats. 462 eren cases i 34 eren apartaments. Dels 460 habitatges principals, 388 estaven ocupats pels seus propietaris i 73 estaven llogats i ocupats pels llogaters; 1 tenia una cambra, 9 en tenien dues, 60 en tenien tres, 160 en tenien quatre i 231 en tenien cinc o més. 370 habitatges disposaven pel capbaix d'una plaça de pàrquing. A 171 habitatges hi havia un automòbil i a 265 n'hi havia dos o més.

### Piràmide de població
La piràmide de població per edats i sexe el 2009 era:
| Homes | Edats   | Dones |
| ----- | ------- | ----- |
| 0     | 95 o +  | 0     |
| 0     | 90 a 94 | 0     |
| 0     | 85 a 89 | 4     |
| 0     | 80 a 84 | 4     |
| 24    | 75 a 79 | 32    |
| 24    | 70 a 74 | 4     |
| 24    | 65 a 69 | 40    |
| 20    | 60 a 64 | 36    |
| 32    | 55 a 59 | 20    |
| 44    | 50 a 54 | 48    |
| 84    | 45 a 49 | 60    |
| 40    | 40 a 44 | 52    |
| 36    | 35 a 39 | 44    |
| 48    | 30 a 34 | 24    |
| 12    | 25 a 29 | 24    |
| 44    | 20 a 24 | 44    |
| 64    | 15 a 19 | 56    |
| 44    | 10 a 14 | 40    |
| 44    | 5 a 9   | 40    |
| 28    | 0 a 4   | 36    |

## Economia
El 2007 la població en edat de treballar era de 814 persones, 600 eren actives i 214 eren inactives. De les 600 persones actives 560 estaven ocupades (300 homes i 260 dones) i 40 estaven aturades (25 homes i 15 dones). De les 214 persones inactives 91 estaven jubilades, 68 estaven estudiant i 55 estaven classificades com a «altres inactius».

### Ingressos
El 2009 a Saint-André-le-Puy hi havia 470 unitats fiscals que integraven 1.259,5 persones, la mediana anual d'ingressos fiscals per persona era de 18.172 €.

### Activitats econòmiques
Dels 38 establiments que hi havia el 2007, 2 eren d'empreses alimentàries, 1 d'una empresa de fabricació de material elèctric, 2 d'empreses de fabricació d'altres productes industrials, 10 d'empreses de construcció, 7 d'empreses de comerç i reparació d'automòbils, 2 d'empreses de transport, 1 d'una empresa d'hostatgeria i restauració, 2 d'empreses d'informació i comunicació, 1 d'una empresa financera, 1 d'una empresa immobiliària, 5 d'empreses de serveis i 4 d'entitats de l'administració pública.
Dels 11 establiments de servei als particulars que hi havia el 2009, 1 era un taller de reparació d'automòbils i de material agrícola, 3 paletes, 2 guixaires pintors, 1 fusteria, 2 lampisteries, 1 electricista i 1 agència immobiliària.
Dels 3 establiments comercials que hi havia el 2009, 1 era una fleca, 1 un drogueria i 1 una floristeria.
L'any 2000 a Saint-André-le-Puy hi havia 32 explotacions agrícoles que ocupaven un total de 680 hectàrees.

## Equipaments sanitaris i escolars
El 2009 hi havia una escola elemental.

## Poblacions més properes
El següent diagrama mostra les poblacions més properes.